# Cyperus stenophyllus
Cyperus stenophyllus là loài thực vật có hoa trong họ Cói. Loài này được J.V.Suringar mô tả khoa học đầu tiên năm 1912.